# 鄭仁齋
鄭仁齋（？—？）回族，籍贯不详，察南自治政府官员。

## 生平
鄭仁齋是一位穆斯林。1937年9月4日察南自治政府成立，政务委员由于品卿、杜运宇、阮子南、白奎祥（白聚五）、释缘智、韓運、鄭仁齋、韓玉峯担任。此后政务委员通过互选，产生了最高委员于品卿、杜运宇。